# انجمن بین‌المللی کارگران
انجمن بین‌المللی کارگران (انگلیسی: International Workingmen's Association؛ ۱۸۶۴ - ۱۸۷۶) که بین‌الملل اول یا انترناسیونال اول نیز خوانده می‌شود، اتحاد سوسیالیست‌های جهان و انجمنی تحت تأثیر عقاید کارل مارکس بود. پس از بروز اختلاف بین افراد تأثیرگذار در سال ۱۸۷۶ فرو پاشید و بین‌الملل دوم در سال‌های بعد با تفکرات سوسیال دموکراسی تجدید حیات یافت. واژه انترناسیونال به معنای بین‌الملل به آن سازمان‌های جهانی کارگری گفته می‌شد که از اواخر قرن ۱۹ تا اواسط قرن ۲۰ در دوره‌های مختلف تکامل جامعه تشکیل شد. الهام‌بخش تشکیل آن آموزش مارکسیسم و اساسش همبستگی بین‌المللی کارگران و زحمتکشان کشورهای مختلف بود.

## تاریخچه
نخستین جامعه بین‌المللی کارگران که بعداً به بین‌الملل اول معروف شد در سال ۱۸۶۴ توسط کارل مارکس پایه‌گذاری شد. مدت‌ها بود که مارکس و فردریش انگلس برای ایجاد حزب طبقه کارگر مبارزه می‌کردند و تأسیس انترناسیونال به مثابه سازمان بین‌المللی پرولتاریا ثمره این مبارزه و پیروزی مارکسیستی در جنبش کارگری یک قرن پیش بود. بر اثر رشد سرمایه‌داری در نیمه دوم قرن نوزدهم و اعتلای نهضت کارگری و دموکراتیک دراغلب کشورهای پیش افتاده و لزوم همبستگی و کمک متقابل این نهضت‌ها در مقیاس جهانی، تشکیل سازمان بین‌المللی کارگران به یک ضرورت تاریخی مبدل شده بود. انترناسیونال اول در ۲۸ سپتامبر ۱۸۶۴ در لندن تأسیس شد. اعلامیه تشکیل آن را مارکس نوشته‌است. این سند به برنامه پرولتاریای انقلابی در قرن نوزدهم مبدل شد و در آن وظیفه پرولتاریا سرنگون ساختن قدرت سرمایه و استقرار حکومت کارگران از طریق مبارزه سیاسی تعریف شده بود.
احزاب کارگری در آن زمان به شکل شعب این سازمان بین‌المللی در کشورهای مختلف تأسیس یافتند. در کم‌تر از دو سال ۲۰ سازمان از این قبیل، تقریباً در تمام کشورهای اروپا و در سایر قاره‌ها تشکیل شد. مارکس در تمام مدت موجودیت انترناسیونال اول عضو شورای عمومی آن بود و همراه با انگلس و سایر طرفداران سوسیالیسم علیه عقاید خرده بورژوایی در جنبش کارگری به شدت مبارزه کرد. چاپ کتاب سرمایه (کاپیتال) در سال ۱۸۶۷ وسیله بسیار مهم ترتیب سازمان‌های کارگری در روح مارکسیسم و پیروزی سوسیالیسم بود.
مهم‌ترین کنگره‌های انترناسیونال اول در این مرحله از سال ۱۸۶۶ هر سال یک بار به ترتیب در شهر ژنو، لوزان و بروکسل و بازل تشکیل شد. در مرحله بعدی مبارزه داخلی انترناسیونال اول علیه آنارشیسم جریان یافت که در اسپانیا و ایتالیا طرفدارانی داشت. مارکس و طرفدارانش ماهیت ضد پرولتاریا و فعالیت‌های سازمان‌شکنانه آنارشیسم را فاش کرده و پیروزی سوسیالیسم را تأمین نمودند.
به هنگام اعلام کمون پاریس، انترناسیونال اول فعالیت درخشانی انجام داد و از مبارزه قهرمانانه کارگران پاریس پشتیبانی کرد و پس از شکست آن، فعالیت‌های پردامنه‌ای را علیه ترور خونین بورژوازی فرانسه سازمان داد. پس از شکست کمون پاریس در همه کشورها فشار و تضییق علیه انترناسیونال اول شدت بی‌سابقه‌ای یافت. عناصر مردد و متزلزل کناره‌گیری کردند و به تدریج ادامه فعالیت مرکز کار انترناسیونال اول در اروپا غیرممکن شد. به این جهت درکنگره لاهه در سال ۱۸۷۲ تصمیم گرفته شد این مرکز به نیویورک منتقل شود.
انترناسیونال چهار سال بعد طی کنفرانس فیلادلفیا رسماً منحل گشت.